# Nekrotizmi
Nekrotizmi (grč. nekros = mrtav) riječi su koje pripadaju leksiku nekog pisca, a nikad nisu postale dio aktivnoga leksika. Često su nekrotizmi nastali i zbog purističkih nastojanja.

## Primjeri nekrotizama
- ljesit = drven (Brne Karnarutić, Vazetje Sigeta grada)
- cakljiv = sjajan (Jeronim Kavanjanin)
- bugljar = rukovet (Ivan Belostenec)
- bojan = strašan (Joakim Stulli)
- milski = koji se odnosi na milo, sapun (Mihovil Pavilinović)
- trenut = trenutak (Dobriša Cesarić)

Ovdje ulaze i brojne novotvorenice Bogoslava Šuleka:
- kolnica, obavljač, mnogovezje, samokup, mastilomjer, lučba (kemija)...